# Armorial des communes des Pyrénées-Orientales

Blason d'Aragon : d'or à quatre pals de gueules.

- il comporte peu ou pas de sources.
- certaines figures sont encore dans un format bitmap et doivent être vectorisées.

Cette page donne les armoiries (figures et blasonnements) des communes des Pyrénées-Orientales.
- Haut – A
- B
- C
- D
- E
- F
- G
- H
- I
- J
- K
- L
- M
- N
- O
- P
- Q
- R
- S
- T
- U
- V
- W
- X
- Y
- Z

```
0 dessin(s) en attente (voir : )
```

## A
| Blason de Alénya | Blason  | De gueules au demi-vol abaissé d'or, au chef d'Aragon. |
| Blason de Alénya | Détails | Le statut officiel du blason reste à déterminer.       |

| Blason de Amélie-les-Bains-Palalda | Blason  | Parti d'azur à saint Quentin d'or tenant de sa main dextre une palme de sinople, et de gueules à deux tours rondes d'argent coulissées de sable, rangées en barre et posées à plomb, à un soleil non figuré d'or brochant en chef sur la partition, et à la champagne d'Aragon soutenant le tout. |
| Blason de Amélie-les-Bains-Palalda | Détails | Le statut officiel du blason reste à déterminer. |

| Blason de Ansignan | Blason  | De gueules à la croix cléchée, vidée et pommetée de douze pièces d'or; au chef d'or chargé d'un aqueduc d'argent de neuf arches de sable, surmonté de l'inscription « Centre du Fenouillèdes » en lettres du mêmehttps://armorialdefrance.fr/page_blason.php?ville=1036. |
| Blason de Ansignan | Détails | Le statut officiel du blason reste à déterminer. |

| Blason de Arboussols | Blason  | D'or à la croix patriarcale de gueules, le sommet et les branches terminés par un demi-tourteau de gueules, accompagnée en pointe, à dextre, d'une branche d'arbousier en pal et, à senestre, d'un oiseau, le tout du même. |
| Blason de Arboussols | Détails | Armes parlantes. (arbousier) Le statut officiel du blason reste à déterminer. |

| Blason de Argelès-sur-Mer | Blason  | D'argent à un argelac (ajonc épineux) de sinople fleuri de sept pièces d'or, accompagné de trois fleurs de lys d'azur, deux aux flancs et une en pointe, à la champagne aussi de sinople. Devise / CriQui s'hi acosta te resposta (Qui s'y frotte s'y pique). |
| Blason de Argelès-sur-Mer | Détails | Armes parlantes. (argelac) Le statut officiel du blason reste à déterminer. |

| Blason de Arles-sur-Tech | Blason  | D'azur au monogramme d'Arles d'argent (lettres A.R.L.S. capitales enchevêtrées, sommées d'une croisette), au chef d'argent chargé de deux ours affrontés de sable.                                                               |
| Blason de Arles-sur-Tech | Détails | Le statut officiel du blason reste à déterminer. |
| Blason de Arles-sur-Tech | Alias   | D'azur aux lettres capitales A, R L et S, enchevêtrées et sommées d'une croisette [monogramme d'Arles], le tout d'argent; au chef du même chargé de deux simiots [bête mi-boeuf mi-ours engoulant un enfant] affrontés de sable. |

| Blason de Ayguatébia-Talau | Blason  | D'azur au pont de pierre de trois arches, sommé de la cathédrale saint Ermengol, le tout d'argent, maçonné de sable, posé sur une mer du champ. |
| Blason de Ayguatébia-Talau | Détails | Le statut officiel du blason reste à déterminer.                                                                                                |

Pas d'information pour L'Albère et Les Angles (Pyrénées-Orientales).
Angoustrine-Villeneuve-des-Escaldes porte un pseudo-blason.
- Haut – A
- B
- C
- D
- E
- F
- G
- H
- I
- J
- K
- L
- M
- N
- O
- P
- Q
- R
- S
- T
- U
- V
- W
- X
- Y
- Z

## B
| Blason de Bages | Blason  | Écartelé d'azur à la croix tréflée d'argent et vidée du champ, et du premier à cinq fleurs de lis du second. |
| Blason de Bages | Détails | Le statut officiel du blason reste à déterminer.                                                             |
| Blason de Bages | Alias   | De France ancien.                                                                                            |

| Blason de Baho | Blason  | D’argent au cep au naturel feuillé de sinople et fruité de gueules sur une terrasse aussi de sinople, accompagné en chef d’une meule de moulin de gueules. Devise / CriArribar i moldre (Arriver et moudre). |
| Blason de Baho | Détails | Le statut officiel du blason reste à déterminer. |

| Blason de Baillestavy | Blason  | D'or au flanchis de sable.                       |
| Blason de Baillestavy | Détails | Le statut officiel du blason reste à déterminer. |

| Blason de Baixas | Blason  | Parti de gueules au sautoir d'or, et d'argent plain. |
| Blason de Baixas | Détails | Armes d'imposition attribuées en 1698 par D'Hozier.  |

| Blason de Banyuls-dels-Aspres | Blason  | Fascé d'argent et de sable.                                                                         |
| Blason de Banyuls-dels-Aspres | Détails | Armes dérivées de celles de la famille de Banyuls. Le statut officiel du blason reste à déterminer. |

| Blason de Banyuls-sur-Mer | Blason  | D'or aux quatre pals de gueules (d'Aragon) sur lesquels broche une barque catalane de sinople, habillée et flammée d'argent, voguant sur une mer d'azur, surmontée d'un listel d'argent chargé de la devise "IN MARE VIA TUA" en lettres capitales de sable brochant. Devise / Cri"in mare via tua" (ta voie est sur la mer). |
| Blason de Banyuls-sur-Mer | Détails | Le statut officiel du blason reste à déterminer. |

| Blason de Barcarès (Le) | Blason  | D’azur à une barque catalane d’or, au chef d'Aragon.                       |
| Blason de Barcarès (Le) | Détails | Armes parlantes. (barque) Le statut officiel du blason reste à déterminer. |

| Blason de Bélesta | Blason  | De sable au chevron renversé d'argent accompagné de trois macles mal ordonnées du même. |
| Blason de Bélesta | Détails | Le statut officiel du blason reste à déterminer.                                        |

| Blason de Bompas | Blason  | De gueules à l'écusson d'azur* à un pont courbé maçonné de sable sur une rivière de sinople, accompagné en chef, à dextre de trois épis empoignés d'or, à senestre d'une grappe de raisin feuillée d'une pièce du même. Devise / Cri"A mau pas, bon pas" (à mauvais pas, bon pas). |
| Blason de Bompas | Détails | Sauf concession, cet écusson d'azur constitue une enquerre. Le statut officiel du blason reste à déterminer. |

| Blason de Bouleternère | Blason  | D'azur au lion d'argent tenant de sa dextre une fleur de lys d'or. |
| Blason de Bouleternère | Détails | Le statut officiel du blason reste à déterminer.                   |

| Blason de Boulou (Le) | Blason  | D'argent à une fleur de lys d'azur en chef, accompagnée en pointe d'un vol abaissé de sable, à la bordure de gueules. Devise / CriLa villa del volo. |
| Blason de Boulou (Le) | Détails | Le statut officiel du blason reste à déterminer. |

| Blason de Bourg-Madame | Blason  | Écartelé : au 1er d’azur à un château de deux tours d’or ouvert, ajouré et maçonné de sable, surmonté d’une fleur de lis d’or, au 2d d'Aragon, au 3e d’or au lion couronné de gueules, au 4e d’azur à la clef contournée d’or. |
| Blason de Bourg-Madame | Détails | Le statut officiel du blason reste à déterminer. |

| Blason de Brouilla | Blason  | D’argent à la croix latine alésée d’azur mouvant d’un enté d’argent bordé d’azur, à trois étoiles à sept rais de sable, deux accostant la croix en pointe, la troisième chargeant l’enté ; le tout bordé d’azur. |
| Blason de Brouilla | Détails | Le statut officiel du blason reste à déterminer. |

Pas d'information pour La Bastide (Pyrénées-Orientales), Bolquère et Boule-d'Amont.
- Haut – A
- B
- C
- D
- E
- F
- G
- H
- I
- J
- K
- L
- M
- N
- O
- P
- Q
- R
- S
- T
- U
- V
- W
- X
- Y
- Z

## C
| Blason de Cabanasse (La) | Blason  | D’or au pairle de gueules accosté de deux tours soudées d’argent*, ouvertes, ajourées et maçonnées de sable.                                                                                            |
| Blason de Cabanasse (La) | Détails | * Ces armes emploient le terme « cousu » dans le seul but de contrevenir à la règle de contrariété des couleurs : elles sont fautives : argent sur or. Le statut officiel du blason reste à déterminer. |

| Blason de Cabestany | Blason  | De gueules à la tête d'un Maure de sable, tortillée d'argent et du champ, enfermée dans un ouroboros contourné d'or ; à la champagne d'argent chargée de deux burelles ondées de sinople. Devise / CriCabestany, avec passion |
| Blason de Cabestany | Détails | Créé en 1988 par Mlle Avignon, le blason reprend les armes de la famille seigneuriale De Cabestany. |

| Blason de Calce | Blason  | De gueules au croissant versé d'or               |
| Blason de Calce | Détails | Le statut officiel du blason reste à déterminer. |

| Blason de Campoussy | Blason  | D'azur au pal échiqueté d'argent et de gueules de deux tires. |
| Blason de Campoussy | Détails | Le statut officiel du blason reste à déterminer.              |

| Blason de Canet-en-Roussillon | Blason  | D'azur à un lion d'or armé et lampassé de gueules.                                                       |
| Blason de Canet-en-Roussillon | Détails | Armes des vicomtes de Canet de la famille de Saguardia. Le statut officiel du blason reste à déterminer. |

| Blason de Caramany | Blason  | D'or au chef de gueules                          |
| Blason de Caramany | Détails | Le statut officiel du blason reste à déterminer. |

| Blason de Cases-de-Pène | Blason  | D'azur au cœur transpercé de sept glaives rayonnants, le tout d'argent.                     |
| Blason de Cases-de-Pène | Détails | Armoiries créées par M. Jean-Paul Fernon, adoptées par la municipalité le 26 novembre 2009. |

| Blason de Cassagnes | Blason  | De sable à trois bandes d'or et un chef du même. |
| Blason de Cassagnes | Détails | Le statut officiel du blason reste à déterminer. |

| Blason de Casteil | Blason  | De gueules à saint Martin à cheval partageant son manteau avec un mendiant, le tout d'argent. |
| Blason de Casteil | Détails | Le statut officiel du blason reste à déterminer.                                              |

| Blason de Castelnou | Blason  | De gueules au château d'argent, maçonné de sable, ouvert et ajouré du champ.      |
| Blason de Castelnou | Détails | Armes des vicomtes de Castelnou. Le statut officiel du blason reste à déterminer. |

| Blason de Catllar | Blason  | D'or à quatre pals de gueules, au château de trois tours couvertes d'argent, celle du milieu plus haute, portillé du même, brochant sur le tout. |
| Blason de Catllar | Détails | Le statut officiel du blason reste à déterminer.                                                                                                 |

| Blason de Caudiès-de-Fenouillèdes | Blason  | D'or à la chaudière de gueules, l'anse levée.                                 |
| Blason de Caudiès-de-Fenouillèdes | Détails | Armes parlantes. (chaudière) Le statut officiel du blason reste à déterminer. |

| Blason de Cerbère | Blason  | Écartelé : au 1er d’or à la grappe de raisin de pourpre feuillée d’une pièce de sinople, au 2e d’azur à la barque catalane d'argent voguant sur une mer du champ, au 3e d'azur au cerbère tricéphale d’or, au 4e d'Aragon. |
| Blason de Cerbère | Détails | Armes parlantes. Le statut officiel du blason reste à déterminer. |

| Blason de Céret | Blason  | D'azur à deux clefs de Saint-Pierre passées en sautoir et reliées d'une chaîne, le tout d'argent, au chef d'Aragon. |
| Blason de Céret | Détails | Le statut officiel du blason reste à déterminer.                                                                    |

| Blason de Claira | Blason  | D'azur au dextrochère posé en barre, armé d'une épée posée en bande, le tout d'or, issant d'une burelle ondée d'argent en pointe; à la meule de moulin d'argent percée du champ, brochant sur l'épée, tiercée en pairle ondé renversé par un filet de sable, chargée au 1er d'une cloche de gueules, au 2e d'une tour donjonnée du même, ouverte et ajourée d'argent, au 3e d'un chardon de gueules. |
| Blason de Claira | Détails | Le statut officiel du blason reste à déterminer. |

| Blason de Codalet | Blason  | De gueules au lion d'argent.                     |
| Blason de Codalet | Détails | Le statut officiel du blason reste à déterminer. |

| Blason de Collioure | Blason  | D'azur au château d’or ouvert et ajouré du champ, maçonné de sable, soutenu d’une mer d'argent ombrée du champ. |
| Blason de Collioure | Détails | Le statut officiel du blason reste à déterminer.                                                                |

| Blason de Corbère | Blason  | Écartelé en sautoir d'or et de gueules.          |
| Blason de Corbère | Détails | Le statut officiel du blason reste à déterminer. |

| Blason de Corneilla-del-Vercol | Blason  | D'azur aux trois cornets droits, posés en fasce et rangés en pal.           |
| Blason de Corneilla-del-Vercol | Détails | Armes parlantes. (cornets) Le statut officiel du blason reste à déterminer. |

| Blason de Corneilla-la-Rivière | Blason  | D'or à quatre pals de gueules, à l'écusson ovale de pourpre chargé de saint Martin évêque d'argent, la chasuble et la mitre de gueules, bénissant de sa main dextre et tenant de sa senestre une crosse d'or, brochant sur le tout. |
| Blason de Corneilla-la-Rivière | Détails | Le statut officiel du blason reste à déterminer. |

Pas d'information pour les communes suivantes : Caixas, Calmeilles, Camélas, Campôme, Canaveilles, Canohès, Casefabre, Caudiès-de-Conflent, Clara (Pyrénées-Orientales), Les Cluses, Conat, Corbère-les-Cabanes, Corneilla-de-Conflent, Corsavy, Coustouges.
- Haut – A
- B
- C
- D
- E
- F
- G
- H
- I
- J
- K
- L
- M
- N
- O
- P
- Q
- R
- S
- T
- U
- V
- W
- X
- Y
- Z

## D
La seule commune du département dont l'initiale est D (Dorres) n'a pas à ce jour de blason connu.

## E
| Blason de Elne | Blason  | D'azur, à la croix latine d'argent accostée, en pointe, de deux fleurs de lys d'or.                                    |
| Blason de Elne | Détails | Armes imposées au moment de l'édition de l'Armorial d'Hozier en 1696. Le statut officiel du blason reste à déterminer. |

| Blason de Enveitg | Blason  | Écartelé: au 1er d'azur à un isard arrêté et contourné au naturel sur une terrasse de sinople*, au 2e d'azur à une tour d'argent ouverte et ajourée du champ, au 3e d'azur à un sapin de sinople*, au 4e d'Aragon. |
| Blason de Enveitg | Détails | Conflit héraldique : la tour est dessinée ouverte d'argent. * Il y a là non-respect de la règle de contrariété des couleurs : ces armes sont fautives (sinople sur azur).                                          |

| Blason de Espira-de-Conflent | Blason  | D’azur au village d’Espira d’argent, au chef du champ chargé d’une colombe fondante du second. Devise / CriSpira per spirar (souffle sur Espira). |
| Blason de Espira-de-Conflent | Détails | Le statut officiel du blason reste à déterminer.                                                                                                  |

| Blason de Espira-de-l'Agly | Blason  | D’azur à l’ancre d’argent.                       |
| Blason de Espira-de-l'Agly | Détails | Le statut officiel du blason reste à déterminer. |

| Blason de Estavar | Blason  | D'azur à un bouquet de trois épis d'or plantés au sommet d'un mont d'un coupeau d'or chargé de quatre pals de gueules courbés dans le sens du coupeau, et surmonté d'un soleil non figuré d'or. |
| Blason de Estavar | Détails | Le statut officiel du blason reste à déterminer. |

| Blason de Estagel | Blason  | De gueules à l'agneau pascal contourné d'argent, arboré d'or, la tête regardant à dextre et nimbée du même, sur une terrasse de sinople.                          |
| Blason de Estagel | Détails | * Il y a là non-respect de la règle de contrariété des couleurs : ces armes sont fautives (sinople sur gueules). Le statut officiel du blason reste à déterminer. |

| Blason de Estoher | Blason  | De gueules à trois cailloux d’or.                |
| Blason de Estoher | Détails | Le statut officiel du blason reste à déterminer. |

| Blason de Eus | Blason  | De gueules à la meule de moulin entre deux palmes adossées, les tiges passées en sautoir, surmontée d’une couronne, le tout d’or. |
| Blason de Eus | Détails | Le statut officiel du blason reste à déterminer.                                                                                  |

| Blason de Évol | Blason  | D'or à la bande de gueules |
| Blason de Évol | Détails | Évol est une ancienne commune rattachée à Olette en 1827. Ce blason est également celui de la famille de So, vicomtes du lieu. Le statut officiel du blason reste à déterminer. |

Pas d'information pour Égat, Err (Pyrénées-Orientales) et Eyne.
Escaro porte un pseudo-blason.
- Haut – A
- B
- C
- D
- E
- F
- G
- H
- I
- J
- K
- L
- M
- N
- O
- P
- Q
- R
- S
- T
- U
- V
- W
- X
- Y
- Z

## F
| Blason de Felluns | Blason  | De sable au chevron d'argent, au chef du même.   |
| Blason de Felluns | Détails | Le statut officiel du blason reste à déterminer. |

| Blason de Fenouillet | Blason  | Échiqueté d'or et d'azur.                                                                                  |
| Blason de Fenouillet | Détails | Armes des vicomtes de Fenouillet de la famille de Saissac Le statut officiel du blason reste à déterminer. |

| Blason de Font-Romeu-Odeillo-Via | Blason  | D'or à quatre pals de gueules, à un pèlerin au naturel brochant sur le tout, à la champagne d'argent chargée d'une fontaine d'azur soutenue de deux sources d'argent.              |
| Blason de Font-Romeu-Odeillo-Via | Détails | Le statut officiel du blason reste à déterminer. |
| Blason de Font-Romeu-Odeillo-Via | Alias   | D'azur à la montagne de sinople*, à la source d'argent jaillissant de la pointe et brochant sur le tout, accompagnée de deux coquilles renversées d'or en chef ; au chef d'Aragon. |

| Blason de Formiguères | Blason  | Parti de gueules à l'aigle de sable*, et d'Aragon ; le tout sommé d'un chef de sinople chargé de trois feuilles de chêne d'or.                             |
| Blason de Formiguères | Détails | * Ces armes emploient le terme « cousu » dans le seul but de contrevenir à la règle de contrariété des couleurs : elles sont fautives : sable sur gueules. |

| Blason de Fosse | Blason  | D'or à un pal flamboyant de gueules.             |
| Blason de Fosse | Détails | Le statut officiel du blason reste à déterminer. |

| Blason de Fourques | Blason  | De sinople à trois fourches d’or. Armes parlantes. |
| Blason de Fourques | Détails | Le statut officiel du blason reste à déterminer.   |

| Blason de Fuilla | Blason  | De gueules à une feuille renversée d’argent.                                |
| Blason de Fuilla | Détails | Armes parlantes. (feuille) Le statut officiel du blason reste à déterminer. |

Pas d'information pour Fillols, Finestret, Fontpédrouse et Fontrabiouse.
- Haut – A
- B
- C
- D
- E
- F
- G
- H
- I
- J
- K
- L
- M
- N
- O
- P
- Q
- R
- S
- T
- U
- V
- W
- X
- Y
- Z

## G
La seule ville du département dont l'initiale est G (Glorianes) ne porte pas de blason connu à ce jour.

## J
| Blason de Joch | Blason  | D'or au chef du même chargé de trois losanges de sable.                                                  |
| Blason de Joch | Détails | Armes des vicomtes de Joc de la famille de Perapertusa. Le statut officiel du blason reste à déterminer. |

Pas d'information pour Jujols.
- Haut – A
- B
- C
- D
- E
- F
- G
- H
- I
- J
- K
- L
- M
- N
- O
- P
- Q
- R
- S
- T
- U
- V
- W
- X
- Y
- Z

## L
| Blason de Lamanère | Blason  | Ecartelé : au 1erd'Aragon, au 2d d'azur à Saint-Sauveur bénissant de sa dextre et tenant un globe de sa senestre, le tout d'or ; au 3e d'azur à une boussole d'argent, l'aiguille coupée de même et de gueules, le gueules pointant vers le Sud indiqué par la capitale de sable S ; au 4e d'or à une entrée de mine au naturel ouverte de sable surmontée d'un fusil contourné aussi au naturel. |
| Blason de Lamanère | Détails | Le statut officiel du blason reste à déterminer. |

| Blason de Lansac | Blason  | D'azur à un fer de lance d'or.                                    |
| Blason de Lansac | Détails | Armes parlantes. Le statut officiel du blason reste à déterminer. |

| Blason de Laroque-des-Albères | Blason  | Coupé de gueules et d'argent à trois rocs d'échiquier mal ordonnés de l'un en l'autre, à la bordure denticulée du même. Devise / CriIde roc. |
| Blason de Laroque-des-Albères | Détails | Armes parlantes. (rocs) Le statut officiel du blason reste à déterminer.                                                                     |

| Blason de Latour-de-Carol | Blason  | Écartelé d'Aragon, et de sable à une tour d'or maçonnée du champ, ouverte et ajourée d'argent.                                                                               |
| Blason de Latour-de-Carol | Détails | Armes parlantes. * Il y a là non-respect de la règle de contrariété des couleurs : ces armes sont fautives (argent sur or). Le statut officiel du blason reste à déterminer. |

| Blason de Latour-de-France | Blason  | D'azur à la tour d'argent, ouverte et ajourée de sable ; au chef cousu de gueules* chargé de trois besants d'or. |
| Blason de Latour-de-France | Détails | Armes parlantes. * Ces armes emploient le terme « cousu » dans le seul but de contrevenir à la règle de contrariété des couleurs : elles sont fautives : gueules sur azur. Le statut officiel du blason reste à déterminer. |

| Blason de Lesquerde | Blason  | Fascé-contrefascé d'or et de sable de quatre pièces. |
| Blason de Lesquerde | Détails | Le statut officiel du blason reste à déterminer.     |

| Blason de Llagonne (La) | Blason  | Fascé d'argent et de sable, au chef d'azur chargé d'une meule d'or.                                             |
| Blason de Llagonne (La) | Détails | Conflit héraldique : la meule n'est pas représentée unie d'or. Le statut officiel du blason reste à déterminer. |

| Blason de Llauro | Blason  | D'or à cinq vergettes de gueules. Devise / CriLlauro d'Aragon, domaine royal dès 1273                                           |
| Blason de Llauro | Détails | Armes dérivées de celles du roi d'Aragon (voir en intro.), seigneur de Llauro. Le statut officiel du blason reste à déterminer. |

| Blason de Llo | Blason  | De gueules au lion d'argent.                     |
| Blason de Llo | Détails | Le statut officiel du blason reste à déterminer. |

| Blason de Llupia | Blason  | D'or à la croix clêchée, vidée et pommetée de douze pièces de gueules, à la filière du même. |
| Blason de Llupia | Détails | Armes des seigneurs de Llupia. Le statut officiel du blason reste à déterminer.              |

| Blason de Los Masos | Blason  | D'or à quatre pals de gueules, à la grappe de raisin pamprée et feuillée au naturel brochant sur le tout. |
| Blason de Los Masos | Détails | Le statut officiel du blason reste à déterminer.                                                          |

Pas d'information pour Latour-Bas-Elne.
- Haut – A
- B
- C
- D
- E
- F
- G
- H
- I
- J
- K
- L
- M
- N
- O
- P
- Q
- R
- S
- T
- U
- V
- W
- X
- Y
- Z

## M
| Blason de Mantet | Blason  | D’azur à un col formé de deux montagnes du même, les cimes enneigées d’argent, celle de dextre plus élevée, leur contour souligné de sable, formant la lettre M, une tête d'isard contournée d'argent brochant en pointe ; le tout coupé d'un fascé d’or et de sable. Devise / CriUsque ad summum (jusqu'au sommet) |
| Blason de Mantet | Détails | Le fascé en pointe est celui de la famille d'Oms. Ceci indique peut-être une féodalité de cette ville à cette famille. Le statut officiel du blason reste à déterminer. |

| Blason de Marquixanes | Blason  | D'argent au chef de sinople, parti de gueules plain. |
| Blason de Marquixanes | Détails | Le statut officiel du blason reste à déterminer.     |

| Blason de Maury | Blason  | De gueules à trois fusées d'argent accolées en fasce. |
| Blason de Maury | Détails | Le statut officiel du blason reste à déterminer.      |

| Blason de Millas | Blason  | D'azur à deux épis de millet adossés, tigés et feuillés d'or; au chef retrait cousu de gueules*.                                                                                            |
| Blason de Millas | Détails | Armes parlantes. (épis de millet) * Ces armes emploient le terme « cousu » dans le seul but de contrevenir à la règle de contrariété des couleurs : elles sont fautives : gueules sur azur. |

| Blason de Molitg-les-Bains | Blason  | D’azur à une meule de moulin d’argent.                                              |
| Blason de Molitg-les-Bains | Détails | Armes parlantes. (meule de moulin) Le statut officiel du blason reste à déterminer. |

| Blason de Montalba-le-Château | Blason  | De sable à trois pals d'argent, au chef du même. |
| Blason de Montalba-le-Château | Détails | Le statut officiel du blason reste à déterminer. |

| Blason de Montbolo | Blason  | D'azur à un sautoir alésé d'argent.              |
| Blason de Montbolo | Détails | Le statut officiel du blason reste à déterminer. |

| Blason de Montescot | Blason  | Fascé d'or et de sable.                                                                                |
| Blason de Montescot | Détails | Armes des seigneurs de Montescot de la famille d'Oms. Le statut officiel du blason reste à déterminer. |

| Blason de Montesquieu-des-Albères | Blason  | D'argent à trois chevrons d'azur chargés chacun de cinq étoiles d'or ; à la tête d'un isard au naturel mouvant du flanc dextre et brochant sur le tout. |
| Blason de Montesquieu-des-Albères | Détails | Le statut officiel du blason reste à déterminer. |

| Blason de Montferrer | Blason  | Fascé de gueules et d'or de six pièces. |
| Blason de Montferrer | Détails | Inspiré des armes des marquis de Montferrer. Celles-ci étant déjà utilisées pour la commune de Nyer, la famille ayant été baron de Nyer avant d'être marquis de Montferrer, les couleurs ont été remplacées par celles de la Catalogne, mais les supports, couronne, cimier et terrasse ont été conservés. Le statut officiel du blason reste à déterminer. |

| Blason de Mont-Louis | Blason  | Parti: au 1er d'azur à trois fleurs de lis d'or (de France), au 2e de gueules aux chaînes d'or posées en orle, en croix et en sautoir, chargées en cœur d'une émeraude au nature; le tout enfermé dans une filière d'or (de Navarre).                                                                |
| Blason de Mont-Louis | Détails | Différences entre dessin et blasonnement : couleur de lis ; pas d'émeraude représentée. Armes du Roi de France et de Navarre, portées en hommage à Louis XIV, fondateur de la ville. Rien ne prouve cependant que Sa Majesté y ait donné son accord Le statut officiel du blason reste à déterminer. |

| Blason de Montner | Blason  | D'or à quatre pals de gueules, à Saint Jacques d’argent brochant avec ses attributs de pèlerin, adextré en chef d’une coquille du même aussi brochante. |
| Blason de Montner | Détails | Le statut officiel du blason reste à déterminer. |

| Blason de Mosset | Blason  | D'or à quatre pals de gueules, à un chat hérissonné de sable allumé d'argent, tenant une fusée au naturel dans sa bouche, brochant. |
| Blason de Mosset | Détails | Le statut officiel du blason reste à déterminer.                                                                                    |

Pas d'information pour  Matemale, Maureillas-las-Illas et Montauriol.
- Haut – A
- B
- C
- D
- E
- F
- G
- H
- I
- J
- K
- L
- M
- N
- O
- P
- Q
- R
- S
- T
- U
- V
- W
- X
- Y
- Z

## N
| Blason de Nahuja | Blason  | D'azur à trois épis de blés tigés d'or, empoignés et posés en barre, à une coquille d'argent brochant en cœur. |
| Blason de Nahuja | Détails | Le statut officiel du blason reste à déterminer.                                                               |

| Blason de Nyer | Blason  | D'argent à trois fasces de sable.                                                                   |
| Blason de Nyer | Détails | Armes des barons de Nyer de la famille de Banyuls. Le statut officiel du blason reste à déterminer. |

Pas d'information pour Néfiach et Nohèdes.
- Haut – A
- B
- C
- D
- E
- F
- G
- H
- I
- J
- K
- L
- M
- N
- O
- P
- Q
- R
- S
- T
- U
- V
- W
- X
- Y
- Z

## O
| Blason de Olette | Blason  | De gueules à Saint André de carnation, nimbé d’or, habillé d’azur et d’argent, brochant sur sa croix aussi d’or, le tout soutenu d’une fleur tigée et feuillée aussi d’argent mouvant de la pointe. Devise / CriDe nomine suo laeta (heureuse de son nom). |
| Blason de Olette | Détails | Conflit héraldique : la fleur est représentée de sable. Le statut officiel du blason reste à déterminer. |

| Blason de Oms | Blason  | D’argent aux trois ormes arrachés au naturel.                             |
| Blason de Oms | Détails | Armes parlantes. (ormes) Le statut officiel du blason reste à déterminer. |

| Blason de Opoul-Périllos | Blason  | D'azur à la silhouette du château du lieu d'argent, haussée et mouvant des flancs et de la pointe de l'écu chargée d'un gril en perspective de sable surmonté de quatre flammes ondoyantes d'or* remplies de gueules. |
| Blason de Opoul-Périllos | Détails | * Il y a là non-respect de la règle de contrariété des couleurs : ces armes sont fautives (or sur argent). Le statut officiel du blason reste à déterminer.                                                           |

| Blason de Oreilla | Blason  | Parti: au 1 d'azur à une rose des jardins tigée et feuillée d'argent, au 2 de sinople à un crosseron d'argent; le tout au chef d'or à quatre pals de gueules et à l'annelet d'argent brochant. |
| Blason de Oreilla | Détails | Sur les documents Mairie. Auteur(s)J.-F. Binon |

| Blason de Ortaffa | Blason  | Fascé d'or et de sable, la 1re fasce chargée de trois losanges du même.                                       |
| Blason de Ortaffa | Détails | Armes des seigneurs d'Ortaffa, de la famille de Perapertusa. Le statut officiel du blason reste à déterminer. |

| Blason de Osséja | Blason  | Écartelé : au 1er d'azur au soleil non figuré d'or, au 2d d'Aragon, au 3e de gueules à deux clefs d'or passées en sautoir et liées du même, au 4e d'azur au pin cousu de sinople*.                         |
| Blason de Osséja | Détails | * Ces armes emploient le terme « cousu » dans le seul but de contrevenir à la règle de contrariété des couleurs : elles sont fautives : sinople sur azur. Le statut officiel du blason reste à déterminer. |

- Haut – A
- B
- C
- D
- E
- F
- G
- H
- I
- J
- K
- L
- M
- N
- O
- P
- Q
- R
- S
- T
- U
- V
- W
- X
- Y
- Z

## P
| Blason de Palau-de-Cerdagne | Blason  | D'azur à une tour d'or ajourée de quatre pièces du champ ; au chef parti de trois : au 1er écartelé en sautoir aux I et IV d'or à quatre pals de gueules et aux II et III d'argent à la croix de gueules, au 2e de gueules à une croix patriarcale tréflée de sable*, au 3e d'or à quatre bandes de gueules et au chef d'argent chargé de trois fleurs de quatre pétales de gueules, au 4e d'or à une lettre capitale oméga de sable en chef et à l'inscription « COLL » du même en pointe. |
| Blason de Palau-de-Cerdagne | Détails | * Il y a là non-respect de la règle de contrariété des couleurs : ces armes sont fautives (sable sur gueules). Le statut officiel du blason reste à déterminer. |

| Blason de Palau-del-Vidre | Blason  | D’or au palais de gueules ouvert et ajouré du champ, surélevé en médiane en une tour couverte en chevron d’azur, le corps principal essoré en croupe du même. |
| Blason de Palau-del-Vidre | Détails | Le statut officiel du blason reste à déterminer. |

| Blason de Passa | Blason  | D’or aux deux clés de sable passées en sautoir et liées par une chaîne du même. |
| Blason de Passa | Détails | Le statut officiel du blason reste à déterminer.                                |

| Blason de Perpignan | Blason  | D'or à quatre pals de gueules, à l'écusson en bannière d'azur brochant, chargé de saint Jean-Baptiste debout de carnation auréolé d'or, vêtu d'une tunique en poils de chameau serrée à la taille d'une ceinture de cuir, le tout au naturel, et d'un manteau de pourpre doublé de sinople, tenant de sa dextre une croix haute d'or et sur son bras senestre un agnelet d'argent. Devise / Cri"regi et deo semper fidelissima" (toujours fidèle au roi et à dieu). |
| Blason de Perpignan | Détails | Le statut officiel du blason reste à déterminer. |

| Blason de Le Perthus | Blason  | D'or à quatre pals de gueules chaussé de sinople, sur le tout parti de France et de Navarre. |
| Blason de Le Perthus | Détails | Le statut officiel du blason reste à déterminer.                                             |

| Blason de Peyrestortes | Blason  | Écartelé d'or au bœuf passant de sable, et du même au lévrier passant du premier, langué de gueules. |
| Blason de Peyrestortes | Détails | Le statut officiel du blason reste à déterminer.                                                     |

| Blason de Pézilla-de-Conflent | Blason  | D'azur à neuf macles d'or ordonnées 3, 3 et 3.   |
| Blason de Pézilla-de-Conflent | Détails | Le statut officiel du blason reste à déterminer. |

| Blason de Pézilla-la-Rivière | Blason  | D'azur à une croix pattée alésée d'or, cantonnée de quatre fleurs de lys du même, et à une bordure d'argent. |
| Blason de Pézilla-la-Rivière | Détails | Le statut officiel du blason reste à déterminer.                                                             |

| Blason de Pia | Blason  | Parti d'argent à la fasce de gueules, et de sinople plain. |
| Blason de Pia | Détails | Le statut officiel du blason reste à déterminer.           |

| Blason de Planèzes | Blason  | De sinople à un triangle d'or.                   |
| Blason de Planèzes | Détails | Le statut officiel du blason reste à déterminer. |

| Blason de Pollestres | Blason  | D'or au coq de gueules tenant dans son bec un rameau de sinople. |
| Blason de Pollestres | Détails | Le statut officiel du blason reste à déterminer.                 |

| Blason de Ponteilla | Blason  | D’or à l’église du lieu flanquée de deux tours, soudée d’argent* et maçonnée de sable, au chef d'Aragon. Devise / CriAu cœur des vignes                                                                 |
| Blason de Ponteilla | Détails | * Ces armes emploient le terme « cousu » dans le seul but de contrevenir à la règle de contrariété des couleurs : elles sont fautives : argent sur or. Le statut officiel du blason reste à déterminer. |

| Blason de Port-Vendres | Blason  | D'azur à une galère antique d'or habillée d'argent en pointe, surmontée de trois tours mal ordonnées aussi d'or, maçonnées de sable, ouvertes et ajourées du champ. |
| Blason de Port-Vendres | Détails | Le statut officiel du blason reste à déterminer. |

| Blason de Prades | Blason  | D'or à quatre pals de gueules, sur le tout en bannière d'argent chargé de saint Pierre de carnation, vêtu de gueules et de sinople, nimbé d'or, tenant de sa dextre une paire de clefs et de sa senestre un livre, le tout du même. |
| Blason de Prades | Détails | Le statut officiel du blason reste à déterminer. |

| Blason de Prats-de-Mollo-la-Preste | Blason  | D'or à quatre pals de gueules sur lesquels brochent saintes Juste et Rufine de carnation, nimbées d’or, habillées d’argent et de gueules, chacune dans sa niche d’azur, tenant de leur main externe une palme d’or et de l’autre un chevalet du même et soutenues d’un pré de sinople mouvant de la pointe, chargé de deux brebis affrontées et paissantes d’argent. |
| Blason de Prats-de-Mollo-la-Preste | Détails | Le statut officiel du blason reste à déterminer. |

| Blason de Prats-de-Sournia | Blason  | De sinople à un orle d'argent.                   |
| Blason de Prats-de-Sournia | Détails | Le statut officiel du blason reste à déterminer. |

| Blason de Prugnanes | Blason  | D'or à trois losanges de sinople.      |
| Blason de Prugnanes | Détails | Attribué par Charles d'Hozier en 1696. |

| Blason de Py | Blason  | D'Aragon au chef d'or chargé des lettres capitales P et Y de sable. |
| Blason de Py | Détails | Armes parlantes. Le statut officiel du blason reste à déterminer.   |

Pas d'information pour Planès, Porta, Porté-Puymorens, Prunet-et-Belpuig et Puyvalador.
- Haut – A
- B
- C
- D
- E
- F
- G
- H
- I
- J
- K
- L
- M
- N
- O
- P
- Q
- R
- S
- T
- U
- V
- W
- X
- Y
- Z

## R
| Blason de Rabouillet | Blason  | De sable à trois bandes d'argent et un chef du même. |
| Blason de Rabouillet | Détails | Le statut officiel du blason reste à déterminer.     |

| Blason de Railleu | Blason  | De gueules au demi-vol abaissé d’or.             |
| Blason de Railleu | Détails | Le statut officiel du blason reste à déterminer. |

| Blason de Rasiguères | Blason  | De gueules à une aiguière d'argent.              |
| Blason de Rasiguères | Détails | Le statut officiel du blason reste à déterminer. |

| Blason de Ria-Sirach | Blason  | Coupé d’or à une croisette de gueules, et du même à la fasce d’argent. |
| Blason de Ria-Sirach | Détails | Le statut officiel du blason reste à déterminer.                       |

| Blason de Rivesaltes | Blason  | D’or à Saint André de carnation, nimbé de gueules, habillé d’azur et d’argent, brochant sur sa croix de sinople. |
| Blason de Rivesaltes | Détails | Le statut officiel du blason reste à déterminer.                                                                 |

| Blason de Rodès | Blason  | De gueules au château de sable*, ouvert et ajouré du champ, hersé d'or, à la roue du même brochant en pointe.  |
| Blason de Rodès | Détails | * Il y a là non-respect de la règle de contrariété des couleurs : ces armes sont fautives (sable sur gueules). |

Pas d'information pour Réal (Pyrénées-Orientales), Reynès et Rigarda.
- Haut – A
- B
- C
- D
- E
- F
- G
- H
- I
- J
- K
- L
- M
- N
- O
- P
- Q
- R
- S
- T
- U
- V
- W
- X
- Y
- Z

## S
| Blason de Sahorre | Blason  | D’or à un château de gueules maçonné de sable non échaugué, donjonné d’une tour crénelée et couverte ; le tout vêtu de sinople. |
| Blason de Sahorre | Détails | Le statut officiel du blason reste à déterminer.                                                                                |

| Blason de Saillagouse | Blason  | D'azur aux lettres capitales S et A d'argent, accompagnées d'un soleil d'or en chef, de quatre besants d'argent ordonnés en pairle en coeur, et d'une croisette d'or en pointe. |
| Blason de Saillagouse | Détails | Le statut officiel du blason reste à déterminer. |

| Blason de Saint-André | Blason  | D'or à quatre pals de gueules, à saint André de carnation habillé d’argent, brochant en pied sur sa croix en sautoir du même brochant sur le tout. Armes parlantes. |
| Blason de Saint-André | Détails | Le statut officiel du blason reste à déterminer. |

| Blason de Saint-Arnac | Blason  | D’azur à l’ombre d'un triangle versé, au chef d’or chargé d’une croisette pattée de gueules. |
| Blason de Saint-Arnac | Détails | Le statut officiel du blason reste à déterminer.                                             |

| Blason de Saint-Cyprien | Blason  | De gueules à une cloche d'argent.                |
| Blason de Saint-Cyprien | Détails | Le statut officiel du blason reste à déterminer. |

| Blason de Saint-Estève | Blason  | De gueules au monastère du lieu d’argent surmonté de deux cailloux du même et soutenu d’une rose tigée et feuillée au naturel. |
| Blason de Saint-Estève | Détails | Le statut officiel du blason reste à déterminer.                                                                               |

| Blason de Saint-Féliu-d'Amont | Blason  | D'azur semé de fleurs de lis d'or, (France ancien), à la Sainte Vierge de carnation brochant sur le semé, nimbée d'or et vêtue d'argent, tenant de sa dextre un sceptre d'or et posant ses pieds sur un croissant d'argent brochant sur une nuée du même mouvant de la pointe. |
| Blason de Saint-Féliu-d'Amont | Détails | Le statut officiel du blason reste à déterminer. |

| Blason de Saint-Féliu-d'Avall | Blason  | D'argent au sautoir de gueules.                  |
| Blason de Saint-Féliu-d'Avall | Détails | Le statut officiel du blason reste à déterminer. |

| Blason de Saint-Hippolyte | Blason  | D'or à quatre pals de gueules, à saint Hippolyte martyr traîné par un cheval, le tout d'argent, brochant sur le tout. |
| Blason de Saint-Hippolyte | Détails | Le statut officiel du blason reste à déterminer.                                                                      |

| Blason de Saint-Jean-Lasseille | Blason  | Écartelé : au 1er d'Aragon, au 2d d'argent à un brasier au naturel, au 3e d'argent à un faucon de sable perché sur une branche au naturel, au 4e d'argent à quatre pals de sinople. |
| Blason de Saint-Jean-Lasseille | Détails | Le statut officiel du blason reste à déterminer. |

| Blason de Saint-Jean-Pla-de-Corts | Blason  | Écartelé d’or à deux papegais [perroquets] affrontés de gueules, becqués et membrés d'argent, chacun posé sur un perchoir de sable ; et du second à la cloche du premier accompagnée en chef de deux fleurs de lis du troisième. |
| Blason de Saint-Jean-Pla-de-Corts | Détails | Le statut officiel du blason reste à déterminer. |

| Blason de Saint-Laurent-de-la-Salanque | Blason  | Taillé d’azur à un bateau d’argent voguant de face, et de gueules à un gril d'or en pal.                                                      |
| Blason de Saint-Laurent-de-la-Salanque | Détails | Conflit héraldique : le gril est représenté d'argent. Le gril fait allusion à Saint Laurent. Le statut officiel du blason reste à déterminer. |
| Blason de Saint-Laurent-de-la-Salanque | Alias   | De gueules à un gril de cinq pals d'or, tenu par une main de carnation parée d'argent et mouvant de la pointe.                                |

| Blason de Saint-Marsal | Blason  | De gueules à deux perroquets rampants d’or adossés, la tête contournée, accompagnés de deux croisettes latines d’argent, une en chef et une en pointe. |
| Blason de Saint-Marsal | Détails | Le statut officiel du blason reste à déterminer. |

| Blason de Saint-Nazaire | Blason  | D'or à quatre pals de gueules, à la tour de Saint-Nazaire de gueules maçonnée de sable, brochant sur le tout. |
| Blason de Saint-Nazaire | Détails | Le statut officiel du blason reste à déterminer.                                                              |

| Blason de Saint-Paul-de-Fenouillet | Blason  | De gueules à une épée d'argent garnie d'or, la pointe en bas. |
| Blason de Saint-Paul-de-Fenouillet | Détails | Le statut officiel du blason reste à déterminer.              |

| Blason de Saint-Pierre-dels-Forcats | Blason  | De gueules à deux clefs d’or renversées et passées en sautoir, les pannetons affrontés; à la filière cousue d’azur* combinée à un chef du même chargé de trois cristaux de neige d’argent.                                                        |
| Blason de Saint-Pierre-dels-Forcats | Détails | * Ces armes emploient le terme « cousu » dans le seul but de contrevenir à la règle de contrariété des couleurs : elles sont fautives : azur sur gueules. Les clés font allusion à Saint Pierre. Le statut officiel du blason reste à déterminer. |

| Blason de Sainte-Léocadie | Blason  | D'or à quatre pals de gueules, à Sainte Léocadie d’argent tenant de sa main dextre une palme du même, brochante. |
| Blason de Sainte-Léocadie | Détails | Le statut officiel du blason reste à déterminer.                                                                 |

| Blason de Salses-le-Château | Blason  | D'azur à saint Étienne au naturel, sur une terrasse d'or, tenant de sa main dextre une palme de sinople et de sa senestre un livre d'argent, accompagné de six fleurs de lis d'or rangées en pal, trois à dextre et trois à senestre. |
| Blason de Salses-le-Château | Détails | Le statut officiel du blason reste à déterminer. |

| Blason de Sauto | Blason  | D'or à la bande de gueules; à saint Maurice d'argent tenant une palme dans sa dextre et une épée basse dans sa senestre, brochant sur le tout. |
| Blason de Sauto | Détails | Le statut officiel du blason reste à déterminer.                                                                                               |

| Blason de Serdinya | Blason  | De gueules au mont isolé d'or sommé d'une touffe de joncs du même. |
| Blason de Serdinya | Détails | Représente des joncs que l'on rencontre encore à Joncet, donnant son nom à ce hameau de Serdinya. Adopté et couleurs ajoutées par décision du conseil municipal le 5 novembre 2020. |

| Blason de Serralongue | Blason  | D'argent à la chèvre passante d'or*, surmontée de trois tours mal ordonnées de gueules, ouvertes et ajourées du champ. |
| Blason de Serralongue | Détails | * Il y a là non-respect de la règle de contrariété des couleurs : ces armes sont fautives (or sur argent).             |

| Blason de Soler (Le) | Blason  | De gueules à un château donjonné couvert d’or, maçonné de sable, ouvert et ajouré de trois pièces du champ, soutenu de l’inscription "VILLA PALAGIANUM" en lettre capitales de sable*. |
| Blason de Soler (Le) | Détails | * Il y a là non-respect de la règle de contrariété des couleurs : ces armes sont fautives (sable sur gueules).                                                                         |

| Blason de Sorède | Blason  | D'or à un chêne au naturel.                      |
| Blason de Sorède | Détails | Le statut officiel du blason reste à déterminer. |

| Blason de Sournia | Blason  | De sable à trois fasces componées d'or et de gueules. |
| Blason de Sournia | Détails | Le statut officiel du blason reste à déterminer.      |

Pas d'information pour les communes suivantes : Saint-Génis-des-Fontaines, Saint-Laurent-de-Cerdans, Saint-Martin-de-Fenouillet, Saint-Michel-de-Llotes, Sainte-Colombe-de-la-Commanderie, Sainte-Marie (Pyrénées-Orientales), Saleilles, Sansa et Souanyas.
- Haut – A
- B
- C
- D
- E
- F
- G
- H
- I
- J
- K
- L
- M
- N
- O
- P
- Q
- R
- S
- T
- U
- V
- W
- X
- Y
- Z

## T
| Blason de Taillet | Blason  | Parti: au 1er d'azur à la palme d'or posée en bande, au 2e d'argent au tilleul au naturel; au chef d'or à quatre pals de gueules et à trois grappes de raisin de pourpre tigées et feuillées au naturel brochantes. |
| Blason de Taillet | Détails | Le statut officiel du blason reste à déterminer. |

| Blason de Taurinya | Blason  | D'or à quatre pals de gueules, un rencontre de taureau d'argent brochant. |
| Blason de Taurinya | Détails | Armes parlantes. Le statut officiel du blason reste à déterminer.         |

| Blason de Tautavel | Blason  | De gueules au pélican avec sa piété d’argent sur son aire d’or, soutenu d’une croisette ancrée du même, au chef cousu d’azur* chargé de trois coquilles du troisième. |
| Blason de Tautavel | Détails | * Ces armes emploient le terme « cousu » dans le seul but de contrevenir à la règle de contrariété des couleurs : elles sont fautives : azur sur gueules.             |

| Blason de Théza | Blason  | De gueules au coq d'or posé sur deux clefs du même passées en sautoir, les pattes du coq empiétant les tiges sous les pannetons ; au chef d'Aragon. |
| Blason de Théza | Détails | Le statut officiel du blason reste à déterminer. |

| Blason de Thuir | Blason  | De gueules à trois tours d'or rangées en fasce et maçonnées de sable, celle du milieu plus haute et ouverte du même. |
| Blason de Thuir | Détails | Le statut officiel du blason reste à déterminer.                                                                     |
| Blason de Thuir | Alias   | De gueules à un château d'argent surmonté de trois fleurs de lis d'or rangés en fasce.                               |

| Blason de Torreilles | Blason  | D’or à trois tours d’azur maçonnées de sable, ouvertes et ajourées du champ. |
| Blason de Torreilles | Détails | Le statut officiel du blason reste à déterminer.                             |

| Blason de Toulouges | Blason  | De sinople à une main dextre bénissante et parée d’or, posée en fasce et brochant sur un annelet d’argent. |
| Blason de Toulouges | Détails | Le statut officiel du blason reste à déterminer.                                                           |

| Blason de Trévillach | Blason  | De sinople à deux besants d'or mis en pal.       |
| Blason de Trévillach | Détails | Le statut officiel du blason reste à déterminer. |

| Blason de Trilla | Blason  | Chevronné de gueules et de sable de huit pièces. |
| Blason de Trilla | Détails | Le statut officiel du blason reste à déterminer. |

| Blason de Trouillas | Blason  | D’azur à l’étoile de huit rais d’or accompagnée de quatre annelets du même, deux en chef et deux en pointe. |
| Blason de Trouillas | Détails | Le statut officiel du blason reste à déterminer.                                                            |

Pas d'information pour les communes suivantes : Tarerach, Targasonne, Taulis, Terrats, Thuès-Entre-Valls, Tordères et Tresserre.
Le Tech porte un pseudo-blason.
- Haut – A
- B
- C
- D
- E
- F
- G
- H
- I
- J
- K
- L
- M
- N
- O
- P
- Q
- R
- S
- T
- U
- V
- W
- X
- Y
- Z

## U
| Blason de Ur | Blason  | De gueules à cinq cailloux d’argent.             |
| Blason de Ur | Détails | Le statut officiel du blason reste à déterminer. |

Pas d'information pour Urbanya.
- Haut – A
- B
- C
- D
- E
- F
- G
- H
- I
- J
- K
- L
- M
- N
- O
- P
- Q
- R
- S
- T
- U
- V
- W
- X
- Y
- Z

## V
| Blason de Valmanya | Blason  | De gueules à une crosse abbatiale d'argent accompagnée de trois fleurs de lys d'or mal ordonnées. |
| Blason de Valmanya | Détails | Le statut officiel du blason reste à déterminer.                                                  |

| Blason de Vernet-les-Bains | Blason  | D'or à quatre pals de gueules, à la tour d'argent maçonnée de sable et ouverte du champ, brochant sur le tout. Devise / CriCastrum an 863 verneti |
| Blason de Vernet-les-Bains | Détails | Le statut officiel du blason reste à déterminer.                                                                                                  |

| Blason de Villefranche-de-Conflent | Blason  | D'azur à l'étoile de six rais d'argent accostée de deux tours du même, surmontée d'un écusson en losange d'Aragon timbré d'une couronne d'or, et soutenue d'ondes d'argent sans nombre mouvant de la pointe. Devise / CriNon commovebitur |
| Blason de Villefranche-de-Conflent | Détails | Le statut officiel du blason reste à déterminer. |
| Blason de Villefranche-de-Conflent | Alias   | D'azur à l'étoile de huit rais accostée de deux tours et soutenue d'une divise ondée, le tout d'argent et surmonté d'un écusson aux armes de France surmonté de la couronne royale fermée ; le tout à la filière d'argent.                |

| Blason de Villelongue-de-la-Salanque | Blason  | Fascé-vivré d'azur et d'or de huit pièces.       |
| Blason de Villelongue-de-la-Salanque | Détails | Le statut officiel du blason reste à déterminer. |

| Blason de Villelongue-dels-Monts | Blason  | Fascé d’or et de sable.                          |
| Blason de Villelongue-dels-Monts | Détails | Le statut officiel du blason reste à déterminer. |

| Blason de Villeneuve-de-la-Raho | Blason  | Deux écus accolés : * D'azur à trois pommes de pin versées d'argent. *D'Aragon plain. |
| Blason de Villeneuve-de-la-Raho | Détails | Le statut officiel du blason reste à déterminer.                                      |

| Blason de Villeneuve-la-Rivière | Blason  | D'argent au château de sable non échaugué et donjonné d'une tour couverte le tout maçonné du même. |
| Blason de Villeneuve-la-Rivière | Détails | Le statut officiel du blason reste à déterminer.                                                   |

| Blason de Vinça | Blason  | D'azur à trois fleurs de lys d'or mal ordonnées, celle en chef surmontée d'une couronne du même, adextrée d'une lettre capitale V et senestrée d'une lettre capitale I, les deux de la pointe accompagnées entre elles de deux lettres capitales N et C soutenues d'une lettre capitale A, toutes d'argent. Devise / CriAra i sempre » (maintenant et toujours) |
| Blason de Vinça | Détails | Le statut officiel du blason reste à déterminer. |

| Blason de Vingrau | Blason  | D’argent à l'écusson en losange d'Aragon timbré d'une couronne d’or, le tout accosté en chef de deux feuilles de vigne de sinople renversées, celle de dextre posée en bande et celle de senestre posée en barre ; l'écusson soutenu de deux cornes d’abondance affrontées et soudées d’or* remplies de raisin de sinople, celle de dextre posée en bande et celle de senestre posée en barre. |
| Blason de Vingrau | Détails | * Il y a là non-respect de la règle de contrariété des couleurs : ces armes sont fautives (or sur argent). |

| Blason de Vira | Blason  | De sinople à un verre d'argent.                  |
| Blason de Vira | Détails | Le statut officiel du blason reste à déterminer. |

| Blason de Vivès | Blason  | Chevronné de sable et d'or de huit pièces.       |
| Blason de Vivès | Détails | Le statut officiel du blason reste à déterminer. |

| Blason de Vivier (Le) | Blason  | D'or à la jumelle de gueules.                    |
| Blason de Vivier (Le) | Détails | Le statut officiel du blason reste à déterminer. |

Pas d'information pour Valcebollère et Villemolaque.
- Haut – A
- B
- C
- D
- E
- F
- G
- H
- I
- J
- K
- L
- M
- N
- O
- P
- Q
- R
- S
- T
- U
- V
- W
- X
- Y
- Z